# Steinweiler (Rijnland-Palts)
Steinweiler is een plaats in de Duitse deelstaat Rijnland-Palts, en maakt deel uit van de Landkreis Germersheim.
Steinweiler telt 1.981 inwoners.

## Bestuur
De plaats is een Ortsgemeinde en maakt deel uit van de Verbandsgemeinde Kandel.